# نرجس قادسي
النرجس القادسي نوع نباتي يتبع جنس النرجس من الفصيلة النرجسية. ينمو النبات من بصلة شتوية مبكرة معمرة.

## الموئل والانتشار
الموطن الأصلي للنرجس القادسي إسبانيا وفرنسا. أخذ اسمه من مدينة قادس.